# 亚眠区
亚眠区（法語：Arrondissement de Amiens）是法国上法蘭西大區索姆省所辖的一个区。总面积2343.1平方公里，总人口304282，人口密度130人/平方公里（2017年）。主要城镇为亚眠。

## 辖区
亚眠区辖有291个市镇。包括利約梅爾等。